# BOSH
Bidirectional-streams Over Synchronous HTTP (BOSH) est un protocole qui émule un flux bidirectionnel entre deux entités en utilisant de multiples requêtes HTTP.
C'est un standard encore en développement de la XMPP Standards Foundation.
Le standard XMPP Over BOSH définit comment BOSH pourrait être utilisé pour transporter les stanzas XMPP. Le résultat est une connexion HTTP pour des communications XMPP qui sont dédiées à être utilisées dans des situations dans lesquelles le client n'est pas en mesure de maintenir une connexion à longue durée de vie  à un serveur XMPP.